# Новокузнецк (станция)
Новокузне́цк — узловая железнодорожная станция Кузбасского региона Западно-Сибирской железной дороги, находящаяся в городе Новокузнецке Кемеровской области. По основному применению является пассажирской, по объёму работы станцией 1 класса. Железнодорожный вокзал станции расположен на Привокзальной площади в Куйбышевском районе города, реконструкция здания завершена 19 сентября 2013 года. На этой же площади расположен Новокузнецкий автовокзал. Железнодорожный вокзал и станция обслуживают железнодорожным транспортом жителей Новокузнецка и юга Кемеровской области.

## История

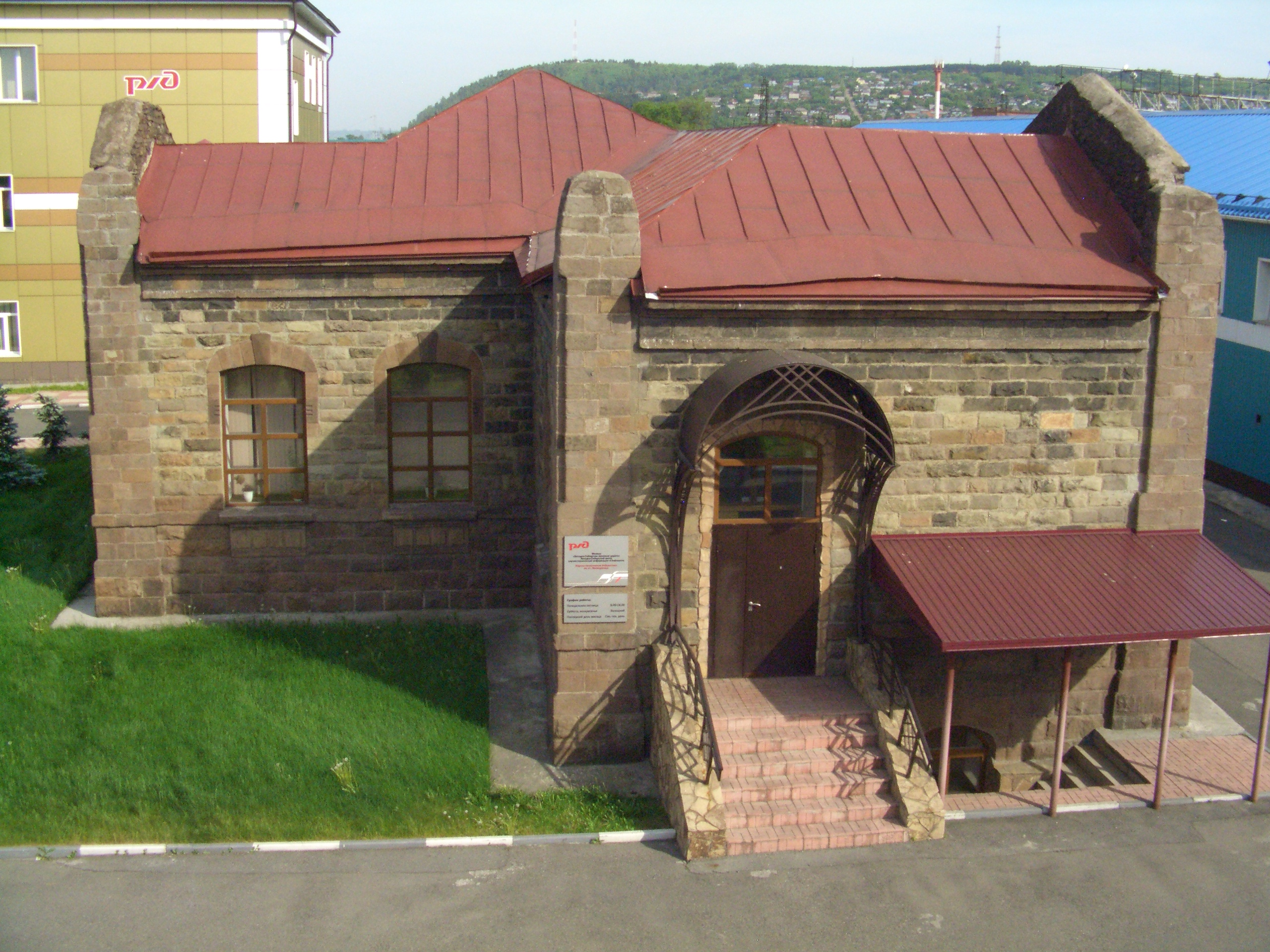
Первое здание диспетчерской вокзала. Построено в 1925 г. из дикого камня. Ныне сохранилось (расположено на 3-й платформе)

В 1924 году к городу проводится железнодорожная ветка от Ленинска-Кузнецкого. Тогда же (1924—1925 года) на станции строится здание из дикого камня, которое многие ошибочно считают первым зданием вокзала, коим оно никогда не являлось, а использовалось в качестве диспетчерской, где также располагались вспомогательный службы. И только в 1927 году строится одноэтажное каменное здание вокзала где разместились начальник станции и зал ожидания для пассажиров.
Основные грузы В 1926-27 гг. отправлено 37916 т, принято 5029 т. В 1927-28 гг. отправлено 47237 т, принято 16737 т. В 1928-29 гг. отправлено 88227 т, принято 28949 т. В 1934 году отправлено 2762,5 тыс. т. Прибыло 4834,4 тыс. т
В 1931 году было построено ещё 2 пути и поворотный треугольник, отсыпана площадка под строительство станции Новокузнецк-Сортировочный и депо Новокузнецк, в 1932 году путевое развитие станции Кузнецк увеличилось до 14 путей в грузовом парке и до 4 путей в пассажирском парке.
В 1934 году М. И. Калинин посетил строительство Кузнецкого металлургического завода, благодаря этому сдана во временную эксплуатацию линия Мундыбаш — Таштагол, началось бурное путевое развитие станции Новокузнецк-Сортировочный. Постановлением Совета Народных Комиссаров СССР станция Кузнецк переименована в станцию Новокузнецк. В этом же году было построено новое здание вокзала: деревянное, расположено оно было на том месте, где сейчас находится вагонное депо Новокузнецк-Пассажирский. В пассажирском парке станции было всего 2 пути.
Было образовано Новокузнецкое отделение Кемеровской железной дороги
С 1946 года на станции работала дорожно-техническая школа.
Проект нового здания вокзала разрабатывали работники проектного института «Киевгипротранс». Проектировщиком был инженер Пестряков. По проекту здание полностью аналогично вокзалам в Кемерове, Барнауле, Магнитогорске, Целинограде и Нижнем Тагиле.
Строительство вокзала шло до 1962 года. 23 декабря 1962 года вокзал станции Новокузнецк был сдан в эксплуатацию. Общая площадь вокзала 4 378 м², одновременный приём 1 500 пассажиров.

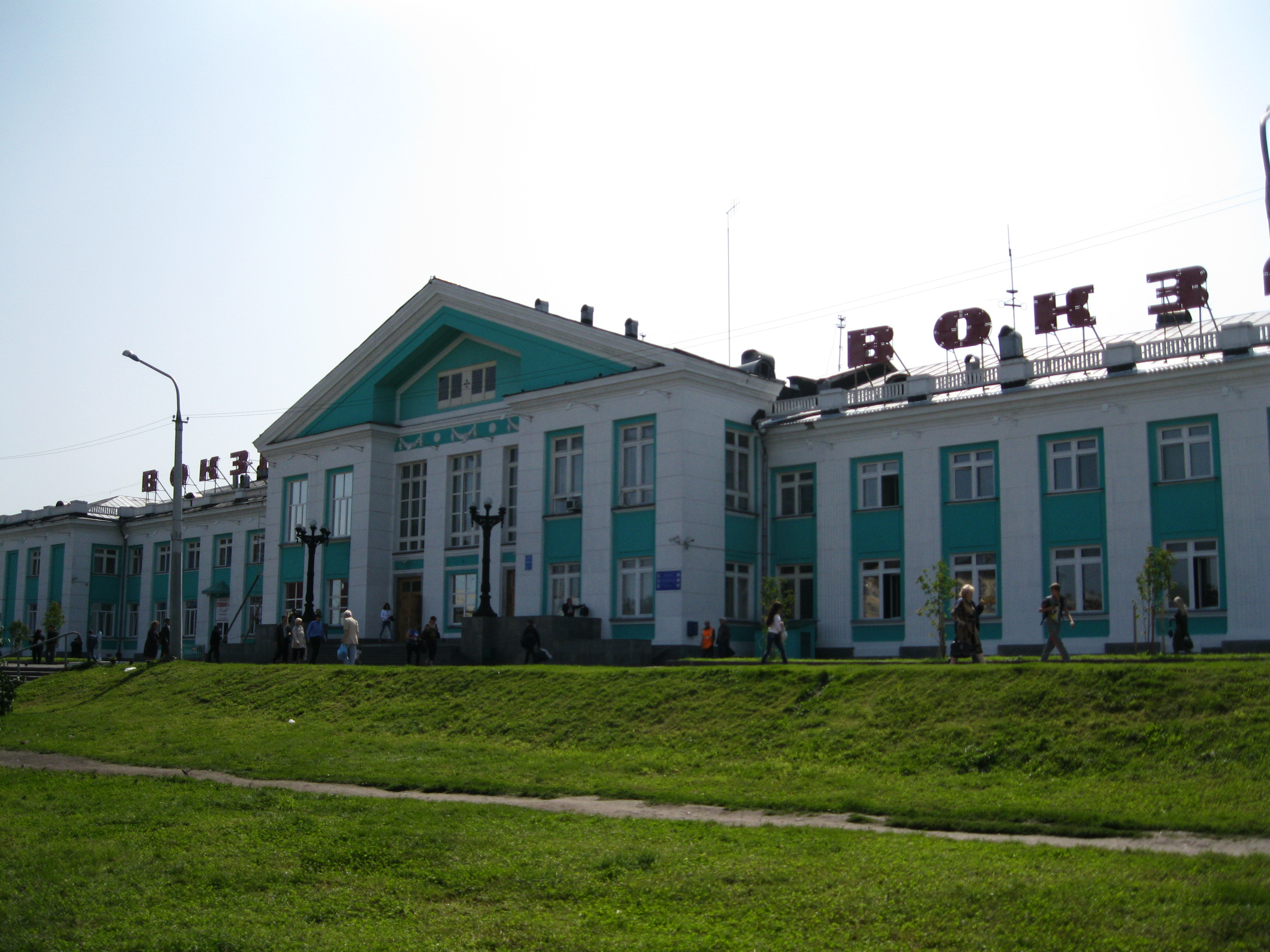
здание вокзала до реконструкции

В последующие годы вокзал не раз подвергался ремонту и реконструкции, улучшились условия труда работников вокзала, расширилась сфера услуг предоставляемых пассажирам.
С 1975 по 1990 годы через станцию Новокузнецк проезжали миксеровозы с жидким чугуном от КМК до ЗСМК.
Последняя реконструкция проводилась в 2011—2013 годах, когда был построен пригородный вокзал, перестроено здание пассажирского вокзала, реконструированы наземные и подземные переходы.
В период с 2019 по 2023 годы вокзал был лишён трамвайного сообщения вследствие демонтажа путей на проспекте Металлургов (до этого, в 2015 году были демонтированы пути на проспекте Курако). После постройки в 2023 году нового разворотного трамвайного кольца на Привокзальной площади трамвайное сообщение с вокзалом было восстановлено.

## Описание
Станция состоит из:
- приёмоотправочного парка, поделённого на два парка маршрутными светофорами по путям № 6, 8, 9 — парки А и Б
- погрузочно-разгрузочных путей (в парке А)
- парка длительного отстоя пассажирских вагонов — парк Г
- парка мойки и экипировки вагонов — парк В

Парки А и Б насчитывают 10 путей. Пути № 1, 2 и 3 — главные, по ним идёт сквозной пропуск поездов. Пути № 4, 5, 6, 8, 9 и 10 имеют пассажирские платформы и используются для приёма и отправления электропоездов и поездов. Пассажирские поезда отправляют, в основном, с пути № 10, электропоезда с путей № 4, 6, 8, 9. Путь № 5, самый удобный для пассажиров, чтобы попасть на него не нужно переходить по путепроводу, однако он используется для служебного пассажирского движения. Пути расположены на платформах № 1 (6, 9) и № 2 (4, 8).
Парк В насчитывает 11 путей, 5 из которых сквозные. С северной стороны парка манёвры идут по маневровым светофорам, в этой горловине работают одновременно несколько тепловозов, в южной горловине светофоры отсутствуют, тут работает одновременно только один локомотив. Маневровый светофор стоит непосредственно в месте выхода в парк А.
В парке В находится подъездной путь к продуктовой базе, хлебзаводу и складу стройматериалов.
Из северной головины парка А выходит куст подъездных путей, так называемое «северное примыкание». Выход на него есть со всего парка В и 10-го пути парка А. Со станции выходят два отдельных подъездных пути. Въезд и выезд с пути ограждён маневровыми светофорами. Кроме того в этом месте находится два переезда, которые светофоры также ограждают (светозвуковая сигнализация включается по открытию светофоров). Далее два пути нецентрализованными стрелками расходятся на предприятия.
В горловинах станции маневровые передвижения идут по маневровым светофорам и радиосвязи.
Выход на подъездные пути осуществляется по радиосвязи, выходным и маневровым светофорам. Вход с подъездных путей осуществляется по маневровым сигналам.
На станции имеется пожарный поезд.
При станции действует железнодорожная поликлиника

### Прилегающие перегоны
а) в нечётном направлении:
- Новокузнецк — Заводская-Сортировочная (1-путн.) — автоблокировка без проходных светофоров;
- Новокузнецк — Депо Новокузнецк-сортировочный (2-путн.) — автоблокировка без проходных светофоров;

б) в чётном направлении:
- Новокузнецк — Новокузнецк-Восточный (2-путн.) — автоблокировка без проходных светофоров;
- Новокузнецк — Водный (2-путн.) — автоблокировка с проходными светофорами.

## Пассажирское движение

### Дальнее сообщение
Железнодорожное сообщение по маршруту Новокузнецк — Москва существует с 1926 года. Пассажиропоток в дальнем направлении по данным за 2019 год более 510 тыс. пассажиров в год.
Пассажирский терминал станции Новокузнецк обслуживает поезда дальнего следования в:
- Москву (Казанский вокзал) через Новосибирск, Омск, Тюмень, Екатеринбург, Казань;
- Москву (Ярославский вокзал) через Барнаул, Омск, Тюмень, Екатеринбург, Пермь, Киров, Ярославль;
- Санкт-Петербург (Ладожский вокзал) через Новосибирск, Омск, Тюмень, Екатеринбург, Пермь, Киров, Вологду, Череповец;
- Кисловодск через Новосибирск, Омск, Курган, Челябинск, Уфу, Самару, Сызрань, Саратов, Волгоград, Армавир, Минеральные Воды, Пятигорск, Ессентуки;
- Владивосток через Тайгу, Мариинск, Красноярск, Иркутск, Улан-Удэ, Читу, Биробиджан, Хабаровск;
- Нижневартовск через Новосибирск, Омск, Тюмень, Тобольск, Сургут.

Также отправляется межрегиональный поезд в Томск.
В летний период отправляются поезда на побережье Чёрного моря в Краснодарском крае и Большого Ярового озера в Алтайском крае:
- Анапу через Новосибирск, Омск, Курган, Челябинск, Уфу, Сызрань, Саратов, Волгоград, Ростов-на-Дону;
- Анапу через Кемерово, Новосибирск, Омск, Тюмень, Екатеринбург, Казань, Ульяновск, Сызрань, Саратов, Волгоград, Краснодар;
- Адлер через Новосибирск, Омск, Курган, Челябинск, Орск, Оренбург, Самару, Волгоград, Краснодар, Туапсе, Сочи;
- Славгород через Барнаул.

По состоянию на май 2025 года курсируют следующие поезда дальнего следования:

#### Круглогодичное движение поездов
| № поезда           | Маршрут движения              | № поезда           | Маршрут движения              |
| ------------------ | ----------------------------- | ------------------ | ----------------------------- |
| 013Н «Новокузнецк» | Новокузнецк — Санкт-Петербург | 014Н «Новокузнецк» | Санкт-Петербург — Новокузнецк |
| 059Н               | Новокузнецк — Кисловодск      | 060С               | Кисловодск — Новокузнецк      |
| 077Ы               | Абакан — Москва               | 078Ы               | Москва — Абакан               |
| 117Н               | Новокузнецк — Москва          | 118Н               | Москва — Новокузнецк          |
| 137Н               | Новокузнецк — Нижневартовск   | 138Е               | Нижневартовск — Новокузнецк   |
| 409И               | Новокузнецк — Томск           | 410Н               | Томск — Новокузнецк           |
| 409И               | Новокузнецк — Владивосток     | 009Н               | Владивосток — Новокузнецк     |
| 857У               | Новокузнецк — Новосибирск     | 858Н               | Новосибирск — Новокузнецк     |

#### Сезонное движение поездов
| № поезда | Маршрут движения        | № поезда | Маршрут движения        |
| -------- | ----------------------- | -------- | ----------------------- |
| 153Н     | Новокузнецк — Анапа     | 154С     | Анапа — Новокузнецк     |
| 243Н     | Новокузнецк — Анапа     | 244С     | Анапа — Новокузнецк     |
| 249Н     | Новокузнецк — Адлер     | 250Н     | Адлер — Новокузнецк     |
| 479Н     | Новокузнецк — Славгород | 480Н     | Славгород — Новокузнецк |

### Пригородное сообщение

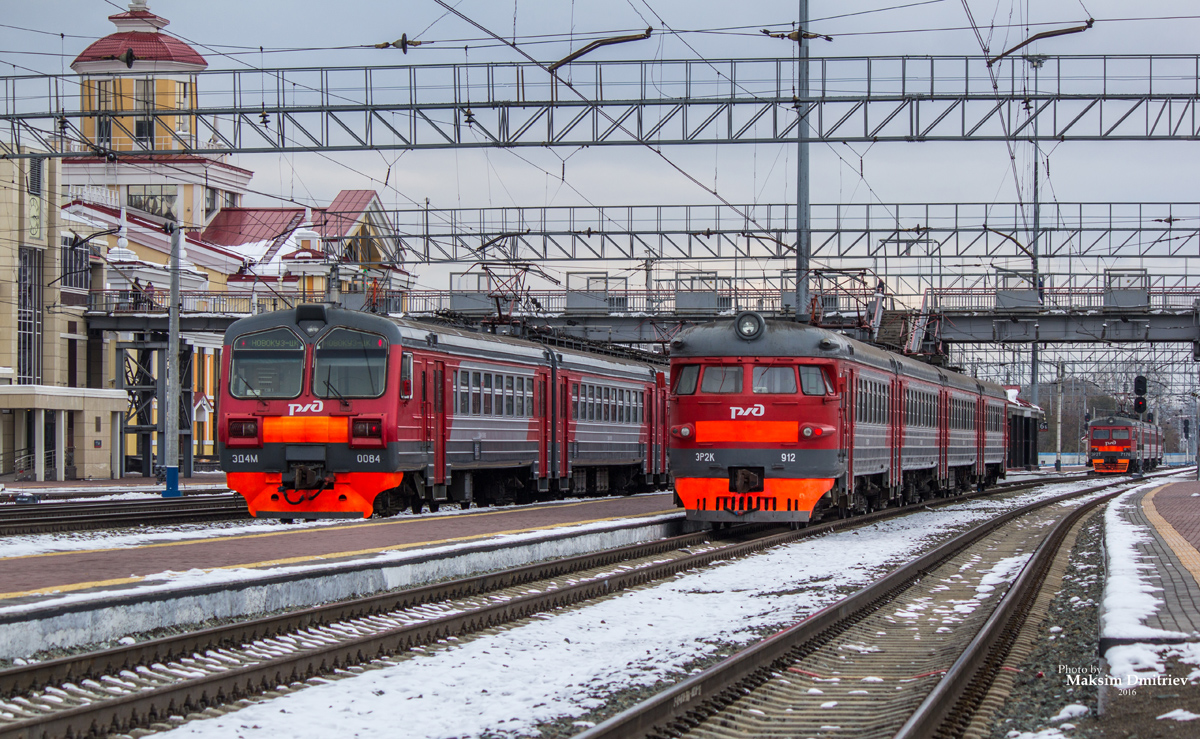
Электропоезда ЭД4М-0084 и ЭР2К-912 на станции

Пригородные электропоезда следуют в:
- южном направлении до конечной станции Таштагол;
- в юго-восточном направлении до конечной станции Междуреченск;
- в восточном направлении до конечной станции Ерунаково;
- в северном направлении до конечной станции Белово.

Также действует Кузнецкий экспресс до станции Новосибирск.
По состоянию на май 2025 года действуют следующие пригородные маршруты:
| № поезда | Маршрут движения                   | № поезда | Маршрут движения                   |
| -------- | ---------------------------------- | -------- | ---------------------------------- |
| 7108     | Новокузнецк — Новокузнецк-Северный | 7107     | Новокузнецк-Северный — Новокузнецк |
| 6902     | Новокузнецк — Карлык               | 6901     | Карлык — Новокузнецк               |
| 6910     | Новокузнецк — Карлык               | 6909     | Карлык — Новокузнецк               |
| 6256     | Новокузнецк — Ерунаково            | 6259     | Ерунаково — Новокузнецк            |
| 6268     | Новокузнецк — Ерунаково            | 6269     | Ерунаково — Новокузнецк            |
| 6882     | Новокузнецк — Междуреченск         | 6881     | Междуреченск — Новокузнецк         |
| 6886     | Новокузнецк — Междуреченск         | 6885     | Междуреченск — Новокузнецк         |
| 6890     | Новокузнецк — Междуреченск         | 6891     | Междуреченск — Новокузнецк         |
| 6894     | Новокузнецк — Междуреченск         | 6893     | Междуреченск — Новокузнецк         |
| 6904     | Новокузнецк — Томусинская          | 6895     | Междуреченск — Новокузнецк         |
| 6906     | Новокузнецк — Томусинская          | 6905     | Томусинская — Новокузнецк          |
| 6042     | Новокузнецк — Таштагол             | 6041     | Таштагол — Новокузнецк             |
| 6044     | Новокузнецк — Ахпун                | 6043     | Ахпун — Новокузнецк                |
| 6060     | Новокузнецк — Ахпун                | 6059     | Ахпун — Новокузнецк                |
| 6052     | Новокузнецк — Мундыбаш             | 6051     | Мундыбаш — Новокузнецк             |
| 6054     | Новокузнецк — Мундыбаш             | 6053     | Мундыбаш — Новокузнецк             |
| 6056     | Новокузнецк — Мундыбаш             | 6063     | Малиновка — Новокузнецк            |
| 6046     | Новокузнецк — Малиновка            | 6045     | Малиновка — Новокузнецк            |
| 6941     | Новокузнецк — Артышта-2            | 6942     | Артышта-2 — Новокузнецк            |
| 6933     | Новокузнецк — Белово               | 6934     | Артышта-1 — Новокузнецк            |
| 6943     | Новокузнецк — Белово               | 6936     | Белово — Новокузнецк               |

## Адрес вокзала
- Россия, Кемеровская обл., г. Новокузнецк, Транспортная ул., д. 2
- Справочное бюро: 8-800-775-00-00, +7 (3843) 74-55-56
- http://www.vokzal-nk.ru Архивировано 20 мая 2013 года.